# (33109) 1998 AB2
1998 AB2 (asteroide 33109) é um asteroide da cintura principal. Possui uma excentricidade de 0.09265680 e uma inclinação de 7.42327º.
Este asteroide foi descoberto no dia 1 de janeiro de 1998 por Spacewatch em Kitt Peak.